# Ciência marginal
Fringe science, literalmente ciência marginal, é um termo empregado em epistemologia da ciência para denotar uma linha de reflexão que se afasta significativamente das principais teorias do campo de estudo em que deseja situar-se, e que é considerada questionável pelas principais correntes desse campo. Mais especificamente, pode referir-se a uma aplicação questionável de um método científico reconhecido, ou ao emprego de um método cuja validade científica é questionável.
Para cientistas, os atributos da ciência marginal incluem ser altamente especulativa ou basear-se em premissas já refutadas. As teorias da ciência marginal são muitas vezes propostas e defendidas por pessoas que não possuem experiência ou formação acadêmica tradicional, ou por pesquisadores de fora do mainstream da disciplina. O público em geral tem dificuldade em distinguir entre a ciência e os seus imitadores, e, em alguns casos, um "desejo de acreditar, ou uma desconfiança generalizada em especialistas, constitui um potente incentivo para aceitar reivindicações pseudocientíficas".
O termo ciência marginal cobre desde novas hipóteses que podem ser testadas através do método científico até hipóteses ad hoc e puramente sem sentido, frequentemente descritas como mumbo jumbo. Disso resulta uma tendência em julgar toda a ciência marginal como o domínio preferencial de pseudocientistas, amadores e adeptos de pós-verdades.
Outros termos que descrevem tipos questionáveis de ciência incluem ciência patológica, ciência vodu, e ciência de culto à carga. O termo ciência lixo, em particular, é usado para criticar pesquisas vistas como deliberadamente duvidosas ou fraudulentas.
Um conceito que já foi aceito pelo mainstream da comunidade científica pode se tornar ciência marginal devido a uma posterior reavaliação. Por exemplo, a teoria da infecção focal, que considera que infecções das amígdalas ou dentes são a principal causa de doença sistêmica, já foi considerada fato médico.

## Descrição
O termo ciência marginal denota teorias e modelos científicos pouco ortodoxos. Pessoas que criam ciência marginal podem ter empregado e alguma maneira o método científico em seus trabalhos, mas os seus resultados não são aceitos pela comunidade científica. Além disso, em alguns casos a ciência marginal pode ser defendida por um cientista que tenha algum reconhecimento dentro da comunidade científica, embora na maior parte das vezes este não seja o caso. Normalmente, a evidência fornecida pela ciência marginal é aceita apenas por uma minoria e é rejeitado pela maioria dos especialistas.
A fronteira entre a ciência marginal e a pseudociência é disputada. Contudo, em geral a conotação de ciência marginal é de que a empreitada é bem intencionada, mas que por uma variedade de razões, incluindo evidências incompletas ou contraditórias, é improvável que seus resultados sejam corretos.
O termo pode ser considerado pejorativo. Por exemplo, Lyell D. Henrique Jr. escreveu que, "ciência marginal  [é] um termo também sugerindo excentricidade". Esta caracterização é talvez inspirada pela percepção (baseada em considerável precedente histórico) de comportamento excêntrico de muitos pesquisadores, consubstanciada na figura do cientista louco.
Embora a maioria da ciência marginal seja reiteradamente rejeitada, a comunidade científica pode vir a aceitar partes dela ou suas variações. Um exemplo disso concerne a tectônica de placas, uma ideia que teve origem na teoria marginal da deriva continental, rejeitada por décadas. De acordo com Friedlander:
A confusão entre ciência e pseudociência, entre erro científico honesto e descoberta científica genuína, não é nova, e é uma característica permanente da paisagem científica.... A aceitação de novas proposições científicas pode ocorrer lentamente.

## Exemplos

### Históricos
Algumas ideias históricas que foram refutadas pela ciência dominante são:
- O trabalho de Wilhelm Reich com o orgônio, uma energia física que ele afirmou ter descoberto, contribuiu para sua alienação da comunidade psiquiátrica. Ele foi finalmente condenado a dois anos de prisão, tendo morrido no cárcere.[12] Naquele tempo e até hoje, os cientistas contestaram a sua afirmação de que havia evidência científica da existência de orgônio.[13][14][15] No entanto, amadores e cientistas marginais continuaram e continuam a acreditar que esse tipo de energia é real.[16][17][18]
- A teoria da infecção focal como a principal causa de doença sistêmica foi rapidamente aceita pela odontologia e pela medicina após a Primeira Guerra Mundial. Esta aceitação baseou-se em grande parte no que mais tarde se percebeu eram estudos fundamentalmente falhos. Como resultado, milhões de pessoas foram submetidas a extrações dentárias e cirurgias desnecessárias.[19] Os estudos originais que embasavam a teoria da infecção focal começaram a cair em descrédito na década de 1930, e ao final dos anos 1950 ela era defendida por poucos, geralmente considerados pesquisadores marginais.

### Contemporâneos
Exemplos relativamente recentes de ciência marginal incluem:
- Aubrey de Gray estuda a longevidade humana e chama seu trabalho Strategies for Engineered Negligible Senescence (SENS).[20] Muitos cientistas convencionais[21] acreditam que sua pesquisa é marginal (especialmente sua visão da importância das epimutações nucleares e suas previsões para terapias antienvelhecimento). Um artigo de 2005 no periódico Technology Review afirmou que "o SENS é altamente especulativo. Muitas de suas propostas não foram reproduzidas, nem podiam ser reproduzidas com o conhecimento científico e a tecnologia de hoje. [...] Contudo, embora esse trabalho não conte com a aceitação de muitos cientistas bem informados, suas teorias não foram demonstradas erradas".[22]
- Uma reação de fusão nuclear chamada fusão a frio, que ocorre em temperatura e pressão ambiente, foi relatada pelos químicos Martin Fleischmann e Stanley Pons em março de 1989. Numerosos esforços de pesquisa na época não conseguiram replicar seus resultados.[23] Posteriormente, um número de cientistas trabalharam na fusão a frio ou participaram em conferências internacionais sobre o tema. Em 2004, o Departamento de Energia dos Estados Unidos reuniu um painel de especialistas em fusão a frio para que reavaliassem o assunto e recomendassem se as suas políticas deveriam ser alteradas devido a novas evidências.

### Aceitação pelo mainstream
Algumas teorias, uma vez rejeitadas como marginais, eventualmente podem ser aceitas ou evoluírem para outras teorias aceitas como ciência. Alguns exemplos disso incluem:
- A existência de placas tectônicas[24][25]
- A existência de Tróia[26][27]
- O heliocentrismo[28]
- A colonização viquingue das Américas
- A teoria do Big Bang[29]

## Respondendo à ciência marginal
O físico e cético estadunidense Michael W. Friedlander sugere algumas orientações para responder à ciência marginal, que, segundo ele, constitui um problema mais grave do que a fraude científica. Seus métodos sugeridos incluem avaliação da precisão da teoria em questão, verificação das fontes citadas, não subestimar a ciência ortodoxa e compreensão do exemplo da deriva continental, de exemplos em que a ciência ortodoxa investiga propostas radicais, e de exemplos de erros cometidos por adeptos da ciência marginal.
Em seu livro Physics on the Fringe, Margaret Wertheim apresenta o perfil de diversos cientistas outsiders, que recebem pouca ou nenhuma atenção dos cientistas profissionais. Ela os descreve como tentando compreender a realidade através do método científico, mas como incapazes de compreender as complexas teorias da ciência moderna. Essa autora também considera justificável que cientistas estabelecidos não gastem muito tempo identificando e explicando problemas a cientistas marginais, uma vez que esses últimos não gastam seu próprio tempo buscando entender o mainstream das teorias científicas que pretendem refutar.